# Himalaphantes
Himalaphantes is een geslacht van spinnen uit de familie hangmatspinnen (Linyphiidae).

## Soorten
De volgende soorten zijn bij het geslacht ingedeeld:
- Himalaphantes azumiensis (Oi, 1979)
- Himalaphantes grandiculus (Tanasevitch, 1987)
- Himalaphantes magnus (Tanasevitch, 1987)
- Himalaphantes martensi (Thaler, 1987)